# A.C.D. Nardò
ACD Nardò (thường được gọi đơn giản là Nardò) là một câu lạc bộ bóng đá của hiệp hội Ý, có trụ sở tại Nardò, Apulia. Đội hiện đang chơi ở Serie D.

## Lịch sử
Câu lạc bộ được thành lập vào năm 1925 với tên US Neritina.

### Serie C
Đội có một quá khứ khá huy hoàng, với ba mùa giải ở Serie C của Ý, cấp độ thứ ba của bóng đá Ý, giữa thập niên 60 và 70 và đã giành được 3 Coppe Italia Regionali và 1 Coppa Italia di Serie D.
Từ mùa 1998-99 đến mùa 2001-02, đội đã chơi ở Serie C2.

### Thành lập lại
Vào ngày 6 tháng 11 năm 2013 sau khi từ bỏ tham gia bốn trò chơi ở Serie D  Nardò đã bị LND xóa tên.
Trước mùa giải 2014-15, câu lạc bộ đã mua suất tham dự của ASD Copertino (từ Copertino), thành lập ACD Nardò. Sau đó, đội đã tham gia thi đấu tại Eccellenza Pugliese.

## Màu sắc và huy hiệu
Màu sắc chính thức của đội là màu rau dền.